# گیدئون سی. مودی
گیدئون سی. مودی (به انگلیسی: Gideon C. Moody) سناتور سابق عضو حزب جمهوری‌خواه ایالات متحده آمریکا بود. وی در سال ۱۸۸۹ تا ۱۸۹۱ میلادی سناتور ایالت داکوتای جنوبی در سنای ایالات متحده آمریکا بود.